# Vsevolod, Đại công tước xứ Tver
Vsevolod Alexandrovich Kholmsky (tiếng Nga: Всеволод Александрович Холмский; khoảng 1328 - 1364) - Thân vương xứ Kholm năm 1339, Thân vương xứ Tver từ năm 1346 - 1349. Con trai của Alexander Mikhailovich Tversky

## Lên ngôi Đại công
Vsevolod kế ngôi sau khi người chú là Konstantin, Đại vương công xứ Tver qua đời bất ngờ khi từ Hãn quốc Kim Trướng trở về. Vsevolod mua được chức Đại công từ Khan Dzhanibek (tức Uzbek), bất chấp âm mưu cướp ngôi của người chú Vasily Mikhailovich, Hoàng tử Kashinsky.
Trên đường từ Hãn quốc Kim Trướng về nước, Vsevolod đã sang và lấy chức vụ công vương xứ Kholm rồi về nước lên ngôi Đại vương công Tvers. Vừa lên ngôi ít lâu, Vsevolod cùng một số tùy tùng đã thân hành sang gặp Khan Kim Trướng để nộp cống vật. Vừa đi đến thành phố Bezdezhe, đoàn tùy tùng của Tver bị các quan chức Kim Trướng cướp sạch. Vì không còn tiền để chuộc lại, Vsevolod buộc phải trở về quê hương của mình, Kashin.
Vsevolod đấu tranh liên tục với người chú Vasilii và chiến tranh đã nổ ra. "Có một cuộc tranh cãi giữa họ," người viết biên niên sử nói, "và người dân Tver bị tàn phá, và nhiều người Tver phân tán từ một rối loạn như vậy; sự thù hận mạnh mẽ giữa các Thân vương, gần như không đạt được sự đổ máu". Vsevolod thiết lập quan hệ tốt với Đại công Simeon Gordyi và cưới chị gái của đại công Moskwa, công nương Maria năm 1347
Năm 1349, Tổng giám mục xứ Tver là Theodore thuyết phục Vsevolod phải hòa giải với chú của mình. Theo thỏa thuận, Vsevolod sẽ đưa người chú lên ngôi, hiệu là Vasilii, Đại vương công xứ Tver. Mặc dù đã hòa giải, nhưng hai chú cháu vẫn thù hận và nhiều lần âm mưu gây chiến, khiến các giám mục nhiều phen khó xử. Năm 1357, Giám mục xứ Kiev và toàn Nga là Alexis (lên thấy giám mục Theognost qua đời năm 1354) thân hành đến Vladimir và cho mời hai chú cháu đến hòa giải. Giám mục xứ Kiev cùng người đồng nhiệm xứ Tver lập một thỏa thuận liên minh với Ivan II Ivanovich Krasnyi để nhờ Đại công này phân xử. Cuối cùng, cuộc phân xử thất bại do hai chú cháu không tìm được tiếng nói chung (có thể là do Đại công Ivan II, Giám mục Kiev ngầm ủng hộ người chú, nên hòa giải bất thành).
Vsevolod phàn nàn sự việc này với Khan. Cả hai quyết định đến gặp, nhờ Khan phân xử xem ai sẽ cai trị Thân vương quốc Tver. Vsevolod đòi được đi qua vùng đất Pereyaslavl, nhưng các thống đốc của Đại công Ivan II không cho anh ta qua, và Vsevolod buộc phải đi qua Litva. Những vị Khan này không điều tra gì cả, ra mặt ủng hộ Vsevolod. Người chú bắt đầu đối phó với cháu trai của mình như một nô lệ. Vasilii tổ chức các cuộc đột nhập vào Kholm và bắt đầu áp đặt những cống nạp nặng nề cho cư dân ở đây.
Nhưng Vsevolod vẫn có một đồng minh mạnh mẽ - Thân vương Litva là Olgerd, người đã kết hôn với em gái mình. Vsevolod đã trốn thoát được. Ông trở lại vào năm 1360, cùng với các giám mục Litva và Volyn, người đã thuyết phục Vasily hòa giải được với Vsevolod và các cháu của mình, quyết định chia Thân vương quốc thành ba phần. Điều này có lẽ không được thực hiện nếu không có áp lực từ Olgerd.
Vợ của Vsevolod là Sophia đã chết ngay trước chồng, có lẽ là con gái của Thân vương Ryazan Ivan Ivanovich Korotopol 
Vsevolod và vợ ông qua đời vào năm 1364 do bệnh dịch trong trận dịch

## Trẻ em
Yury Vsevolodovich (1360 - sau ngày 10 tháng 10 năm 1410)
John Vsevolodovich Kholmsky (sau 1360 - 1402)